# オマール・ゴンサレス
オマール・アレハンドロ・ゴンザレス（Omar Alejandro González、1988年10月11日 - ）は、アメリカ合衆国とメキシコ合衆国のサッカー選手。元アメリカ合衆国代表。ポジションはDF。

## 経歴

### ユース
ダラス・テキサンスSCの下部組織でサッカー生活を始めた。その後、メリーランド大学カレッジパーク校に在籍し、2008年のカレッジカップを優勝し、NSCAA/adidas All-American First Team、First Team All-ACC、2年次にはACC年間最優秀ディフェンダーに選出された。

### ロサンゼルス・ギャラクシー

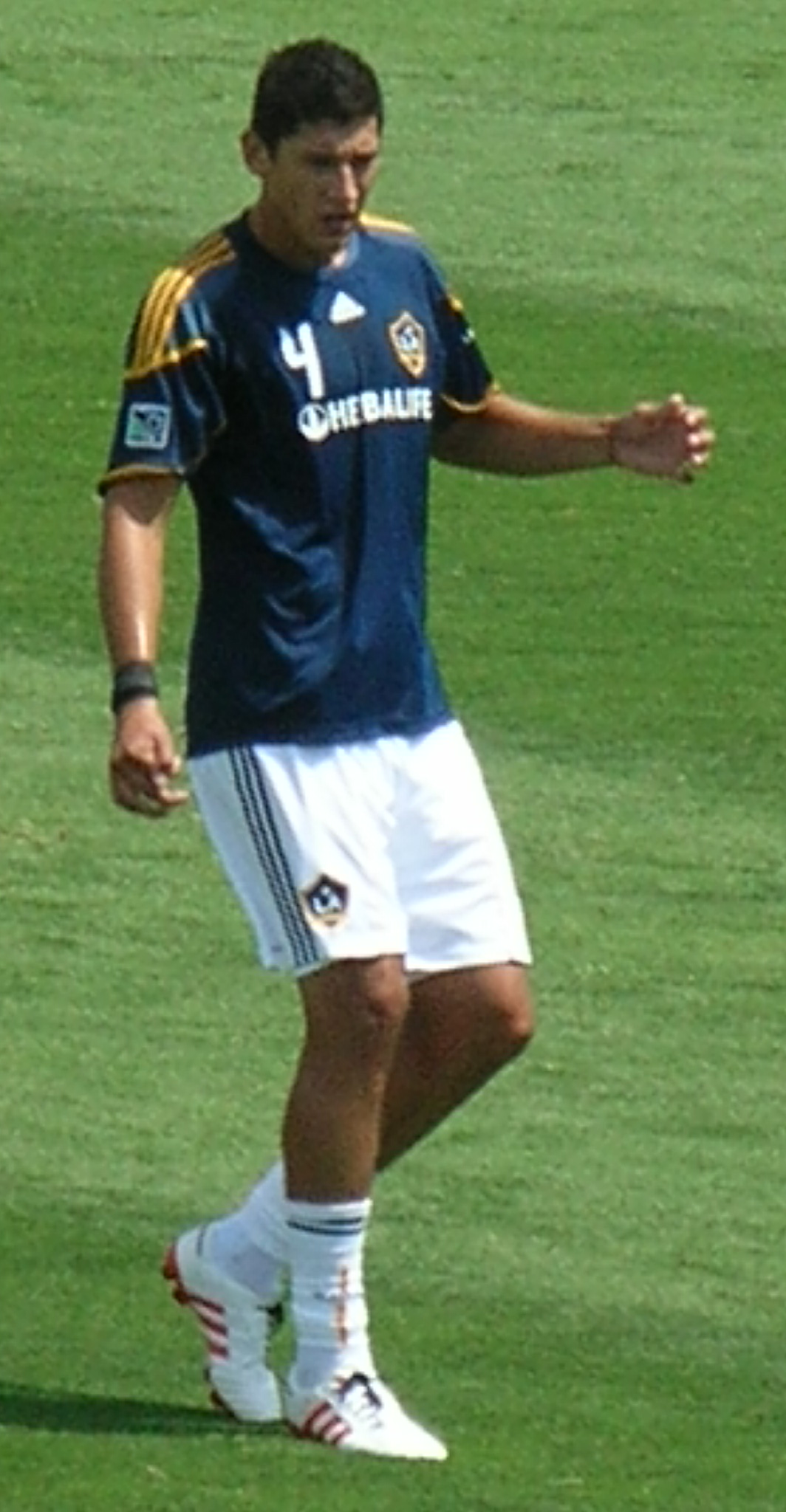
2010年8月21日、サンホセでのゴンザレス

2009年のスーパードラフト一巡目でロサンゼルス・ギャラクシーに入団。すぐにレギュラーに定着すると4月4日のコロラド・ラピッズ戦で初得点。前年、西部6位と振るわなかったチームを西部1位にまで立て直し、同年のメジャーリーグサッカー最優秀新人賞に選抜された。 
2010シーズンはカンファレンス準決勝第2試合で得点するなど3得点。
2012年1月には、ブンデスリーガの1.FCニュルンベルクに2月中旬までの短期でレンタル移籍をした。しかし合流直後のトレーニング中に代表でのチームメイトであるティモシー・チャンドラーと衝突し左前十字靭帯を負傷。手術のために即座にアメリカ合衆国へと帰還した。
2013年8月には契約を特別指定選手として複数年で更新、150万ドルを超える年収となったとも言われている。彼は純粋なセンターバックとしては初めて特別指定選手となった。

### パチューカ
2015年12月22日、リーガMXのCFパチューカに移籍し、6年間のロサンゼルス・ギャラクシー生活に終止符を打った。報道発表会ではスター・ウォーズのテーマが流れる中でダース・ベイダーに扮した彼がマスクを外し、背番号30番が発表された。
リーグ戦初出場は2016年1月8日のクラブ・ティフアナ戦で1-1の引分となった。この試合で彼は43分にフランコ・ハラの得点をアシストした。2月7日にはクラブ・ウニベルシダ・ナシオナルから初得点をあげ、1-1の引分となった。チームの守備に貢献し、初シーズンでの優勝の一助となった。2016年アペルトゥーラの開始に際しては、ウーゴ・イサーク・ロドリゲスのレンタル移籍が終了したために背番号が4番に変更となった。

### トロントFC
2019年6月3日、トロントFCへの加入が発表された。

### ニューイングランド・レボリューション
2021年12月22日、ニューイングランド・レボリューションに移籍した。

### 代表
2010年8月10日、ブラジル代表との親善試合でアメリカ合衆国代表初出場となった。
2013年3月26日のエスタディオ・アステカで行われた2014 FIFAワールドカップ・北中米カリブ海3次予選のメキシコ代表戦では先発出場。ESPNのJeff Carlisleには「彼のクリアはMoMだ」と褒め称えた。
2014 FIFAワールドカップの本戦メンバーにも選出され、ドイツ代表とのグループステージ最終戦に先発出場。その後決勝ラウンドのベルギー代表戦にも先発した。

## 代表歴

### 出場大会
- アメリカ代表
  - 2014 FIFAワールドカップ

### 試合数
- 国際Aマッチ 52試合 3得点（2010年-2019年）[17]

| アメリカ代表 | 国際Aマッチ | 国際Aマッチ |
| 年           | 出場        | 得点        |
| ------------ | ----------- | ----------- |
| 2010         | 1           | 0           |
| 2011         | 1           | 0           |
| 2012         | 0           | 0           |
| 2013         | 14          | 0           |
| 2014         | 8           | 0           |
| 2015         | 6           | 1           |
| 2016         | 5           | 0           |
| 2017         | 13          | 2           |
| 2018         | 0           | 0           |
| 2019         | 4           | 0           |
| 通算         | 52          | 3           |

### 得点
| #  | 日附          | 場所                                                     | 対戦相手       | 得点 | 結果 | 大会                        | 出典   |
| -- | ------------- | -------------------------------------------------------- | -------------- | ---- | ---- | --------------------------- | ------ |
| 1. | 2015年7月18日 | ボルチモア、M&Tバンク・スタジアム                        | キューバ       | 4–0  | 6–0  | 2015 CONCACAFゴールドカップ | [ 18 ] |
| 2. | 2017年7月12日 | タンパ、レイモンド・ジェームス・スタジアム               | マルティニーク | 1–0  | 3–2  | 2017 CONCACAFゴールドカップ |        |
| 3. | 2017年7月19日 | フィラデルフィア、リンカーン・フィナンシャル・フィールド | エルサルバドル | 1–0  | 2–0  | 2017 CONCACAFゴールドカップ |        |

## タイトル

### クラブ
メリーランド大学カレッジパーク校
- NCAA男子ディビジョンIサッカーチャンピオンシップ: 2008[19]

ロサンゼルス・ギャラクシー'
- MLSカップ: 2011, 2012, 2014
- サポーターズ・シールド: 2010, 2011
- ウェスタン・カンファレンスプレーオフ(4): 2009, 2011, 2012, 2014
- ウェスタン・カンファレンスシーズン: 2009, 2010, 2011

パチューカ
- プリメーラ・ディビシオン (1): 2016クラウスーラ

### 代表
アメリカ合衆国代表
- CONCACAFゴールドカップ: 2013、2017

### 個人
- メジャーリーグサッカー最優秀新人賞: 2009
- メジャーリーグサッカー最優秀ディフェンダー賞: 2011
- MLSベストイレブン: 2010, 2011, 2013, 2014